# IC 4692
IC 4692 — галактика типу SBc () у сузір'ї Павич.
Цей об'єкт міститься в оригінальній редакції індексного каталогу.